# Рустик Лионский
Русти́к Лионский (лат. Rusticus; 455—501) — епископ Лиона (494—501), раннехристианский католический святой. Память 25 апреля (по григорианскому календарю).

## Биография
Епископ Лионский, сын Аквилина, брат святого Вивентиола, его преемника на Лионской епископской кафедре. Был женат на дочери святого Рурикия (лат. Ruricius) (485—507), епископа Лиможского. Сыновья Рустика Лионского, Сакердос Лионский и Леонтий Лионский, также впоследствии стали епископами Лионскими, его дочь Артемия вышла замуж за сенатора Флорентина и родила будущего епископа Лионского Никиту.